# Ixora pelagica
Ixora pelagica är en måreväxtart som beskrevs av Berthold Carl Seemann. Ixora pelagica ingår i släktet Ixora och familjen måreväxter. Inga underarter finns listade i Catalogue of Life.